# Barnahasú pusztaityúk
A barnahasú pusztaityúk (Pterocles exustus) a madarak (Aves) osztályának pusztaityúk-alakúak (Pteroclidiformes) rendjébe, ezen belül a pusztaityúkfélék (Pteroclididae) családjába tartozó faj.

## Előfordulása
Afrikában a Szaharától délre, Szenegáltól keletre, Szudánon keresztül, Etiópiáig, dél felé Kenyáig és Tanzániáig él. Ezen kívül megtalálható Egyiptomban, az Arab-félszigeten és Pakisztántól Indiáig. Száraz szubtrópusi és trópusi övezetekben fordul elő, sztyeppek és félsivatagok lakója.

## Alfajai
- Pterocles exustus exustus
- Pterocles exustus ellioti
- Pterocles exustus erlangeri
- Pterocles exustus exustus
- Pterocles exustus floweri
- Pterocles exustus hindustan
- Pterocles exustus olivascens

## Megjelenése
Testhossza 31–33 centiméter, szárnyfesztávolsága pedig 48–51 centiméter.

## Életmódja
Elsősorban növényevő, talajról, vagy alacsony bokrokról szerzi magokból és friss növényi részekből álló táplálékát.

## Szaporodása
Fészket nem épít, 2-3 tojását a csupasz földre rakja.

## Kárpát-medencei előfordulása
Magyarországon nyilvántartott faj, mint nagyon ritka vendég, az elmúlt 50 évben nem észlelték.

## Védettsége
Védett, pénzbeli értéke 10 000 Ft.